# Monte Sambughetti, Monte Campanito
Monte Sambughetti, Monte Campanito este o arie protejată (arie specială de conservare — SAC, sit de importanță comunitară — SCI) din Italia întinsă pe o suprafață de 3.670 ha, integral pe uscat.

## Localizare
Centrul sitului Monte Sambughetti, Monte Campanito este situat la coordonatele 37°49′20″N 14°22′29″E / 37.822222°N 14.374722°E.

## Înființare
Situl Monte Sambughetti, Monte Campanito a fost declarat sit de importanță comunitară în septembrie 1995 pentru a proteja 1 specie de plante și 20 de specii de animale. Situl a fost protejat și ca arie specială de conservare în decembrie 2015.

## Biodiversitate
Situată în ecoregiunea mediteraneană, aria protejată conține 10 habitate naturale: Lacuri eutrofice naturale cu vegetație de tip Magnopotamion sau Hydrocharition, Fânețe de joasă altitudine (Alopecurus pratensis, Sanguisorba officinalis), Păduri panonice-balcanice de stejar turcesc - stejar sesil, Păduri de stejar alb estice, Păduri de fag din Apenini cu Taxus și Ilex, Pseudostepă cu ierburi și specii anuale de Thero-Brachypodietea, Galerii de Salix alba și de Populus alba, Iazuri temporare mediteraneene, Păduri de Quercus ilex și Quercus rotundifolia, Păduri de Quercus suber.
La baza desemnării sitului se află mai multe specii protejate:
- plante (1): Leontodon siculus
- păsări (18): fâsă-de-câmp (Anthus campestris), fâsă de luncă (Anthus pratensis), Aquila fasciata, ciocârlie-cu-degete-scurte (Calandrella brachydactyla), caprimulg (Caprimulgus europaeus), șoimul rândunelelor (Falco subbuteo), vânturel de seară (Falco vespertinus), sfrâncioc roșiatic (Lanius collurio), sfrâncioc cu cap roșu (Lanius senator), ciocârlie de pădure (Lullula arborea), ciocârlie de bărăgan (Melanocorypha calandra), gaia neagră (Milvus migrans), gaia roșie (Milvus milvus), pietrar sur (Oenanthe oenanthe), grangur (Oriolus oriolus), brumăriță de pădure (Prunella modularis), silvie roșcată (Sylvia cantillans), pupăză (Upupa epops)
- reptile (2): Emys trinacris, țestoasă bănățeană (Testudo hermanni)

Pe lângă speciile protejate, pe teritoriul sitului au mai fost identificate 47 de specii de plante, 7 specii de păsări, 4 specii de mamifere, 2 specii de reptile.